# Croix (Nord)
Pour les articles homonymes, voir Croix (homonymie).
Croix est une commune française située dans le département du Nord, en région Hauts-de-France.
Commune de 20 778 habitants en 2021, Croix fait partie de la Métropole européenne de Lille, qui compte 1 187 907 habitants.

## Géographie

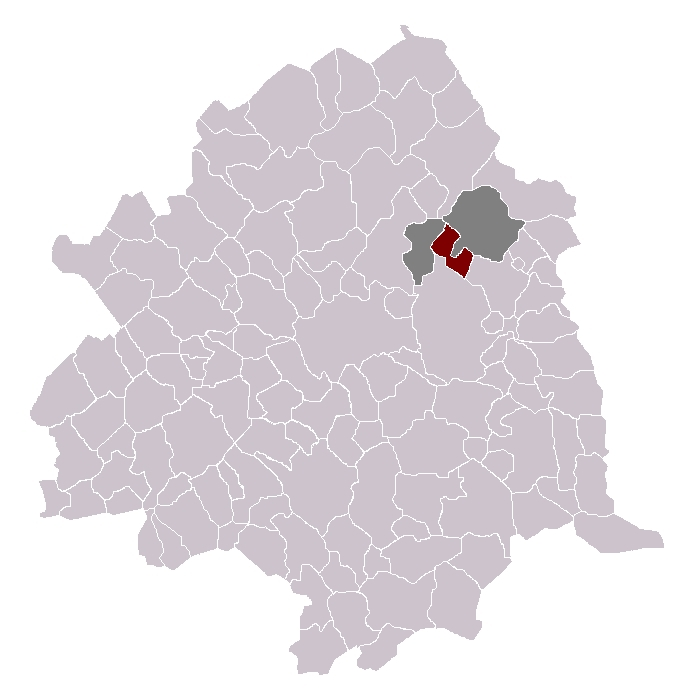
Croix dans son canton et son arrondissement.

### Situation
Croix est située à environ 8 km au nord-est de Lille et 2 km au sud-ouest de Roubaix.
Les communes limitrophes sont Hem (au sud-est), Roubaix (au nord-est), Wasquehal (au nord-ouest) et Villeneuve-d'Ascq (au sud-ouest).

### Communes limitrophes
|           | Tourcoing         | Roubaix |
| Wasquehal | Croix             |         |
|           | Villeneuve-d'Ascq | Hem     |

### Relief et géologie
L'altitude minimum et maximum de Croix sont respectivement de 20 et 48 mètres. La superficie de Croix est de 4,44 km2 soit 444 hectares.

### Hydrographie

#### Réseau hydrographique
La commune est située dans le bassin Artois-Picardie. Elle est drainée par la Marque et la Fausse Marque,,.
La Marque, d'une longueur de 32 km, prend sa source dans la commune de Thumeries et se jette  dans le canal de Roubaix à Wasquehal, après avoir traversé 25 communes. 

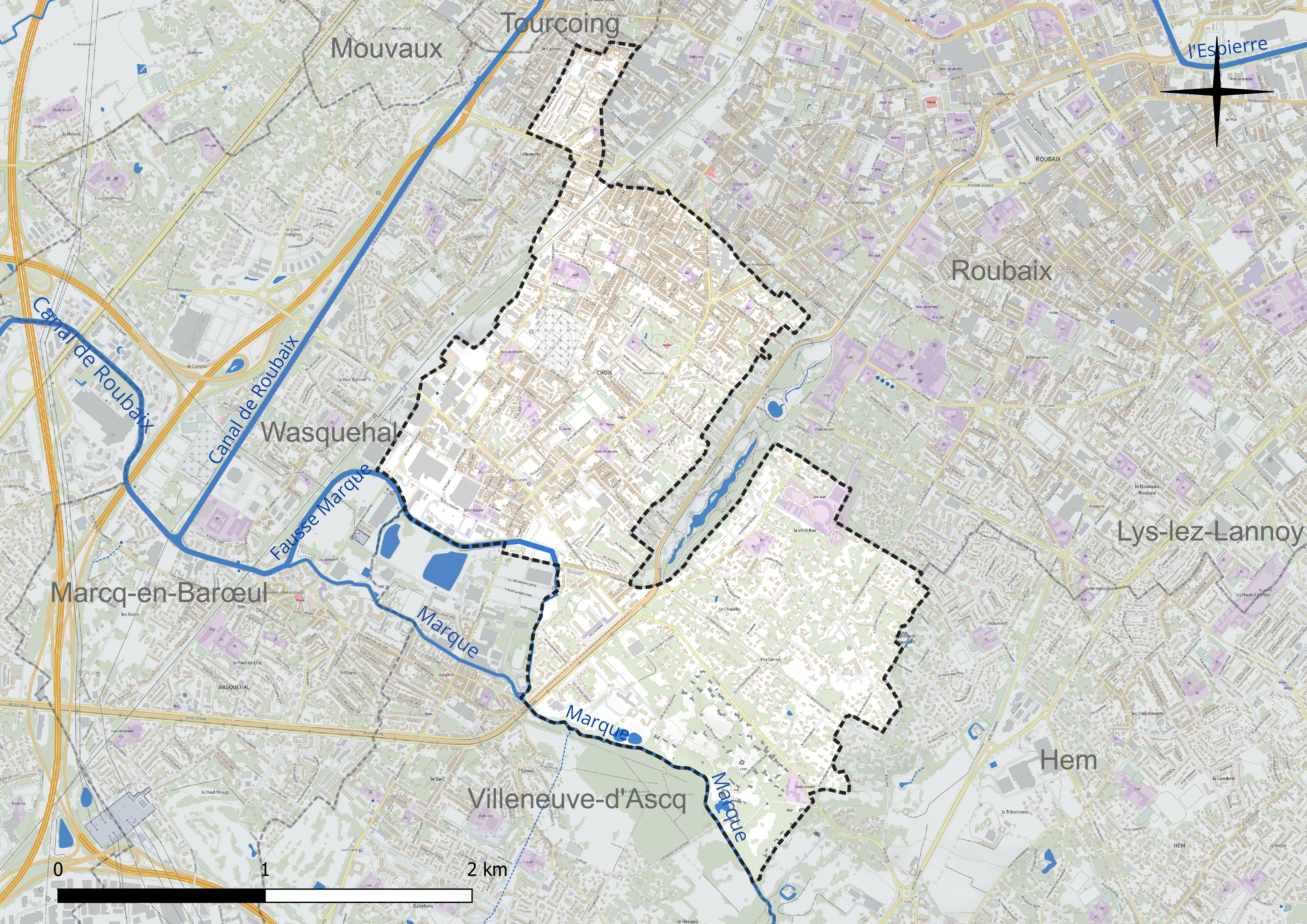
Réseau hydrographique de Croix.

#### Gestion et qualité des eaux
Le territoire communal est couvert par le schéma d'aménagement et de gestion des eaux (SAGE) « Marque Deûle ». Ce document de planification concerne un territoire de 1 120 km2 de superficie, délimité par les bassins versants de la Marque et de la Deûle, formant une vaste cuvette sédimentaire de 40 km de long et de 25 km de large, où la pente est très faible. Le périmètre a été arrêté le 2 décembre 2005 et le SAGE proprement dit a été approuvé le 9 mars 2020. La structure porteuse de l'élaboration et de la mise en œuvre est la Métropole européenne de Lille. 
La qualité des cours d'eau peut être consultée sur un site dédié géré par les agences de l'eau et l'Agence française pour la biodiversité. 

### Climat
Pour des articles plus généraux, voir Climat des Hauts-de-France et Climat du Nord.
En 2010, le climat de la commune est de type climat des marges montargnardes, selon une étude du CNRS s'appuyant sur une série de données couvrant la période 1971-2000. En 2020, Météo-France publie une typologie des climats de la France métropolitaine dans laquelle la commune est exposée à un climat océanique et est dans la région climatique  Nord-est du bassin Parisien, caractérisée par un ensoleillement médiocre, une pluviométrie moyenne régulièrement répartie au cours de l'année et un hiver froid (3 °C). 
Pour la période 1971-2000, la température annuelle moyenne est de 10,6 °C, avec une amplitude thermique annuelle de 14,4 °C. Le cumul annuel moyen de précipitations est de 706 mm, avec 11,5 jours de précipitations en janvier et 9,3 jours en juillet. Pour la période 1991-2020, la température moyenne annuelle observée sur la station météorologique la plus proche, située sur la commune de Lesquin à 10 km à vol d'oiseau, est de 11,3 °C et le cumul annuel moyen de précipitations est de 740,0 mm,. Pour l'avenir, les paramètres climatiques de la commune estimés pour 2050 selon différents scénarios d'émission de gaz à effet de serre sont consultables sur un site dédié publié par Météo-France en novembre 2022.

## Urbanisme

### Typologie
Au 1er janvier 2024, Croix est catégorisée grand centre urbain, selon la nouvelle grille communale de densité à sept niveaux définie par l'Insee en 2022.
Elle appartient à l'unité urbaine de Lille (partie française), une agglomération internationale regroupant 60  communes, dont elle est une commune de la banlieue,,. Par ailleurs la commune fait partie de l'aire d'attraction de Lille (partie française), dont elle est une commune du pôle principal,. Cette aire, qui regroupe 201 communes, est catégorisée dans les aires de 700 000 habitants ou plus (hors Paris),.

### Occupation des sols
L'occupation des sols de la commune, telle qu'elle ressort de la base de données européenne d'occupation biophysique des sols Corine Land Cover (CLC), est marquée par l'importance des territoires artificialisés (97,1 % en 2018), une proportion identique à celle de 1990 (97,1 %). La répartition détaillée en 2018 est la suivante : 
zones urbanisées (87,1 %), zones industrielles ou commerciales et réseaux de communication (9,8 %), zones agricoles hétérogènes (2,2 %), forêts (0,6 %), espaces verts artificialisés, non agricoles (0,2 %). L'évolution de l'occupation des sols de la commune et de ses infrastructures peut être observée sur les différentes représentations cartographiques du territoire : la carte de Cassini (XVIIIe siècle), la carte d'état-major (1820-1866) et les cartes ou photos aériennes de l'IGN pour la période actuelle (1950 à aujourd'hui).

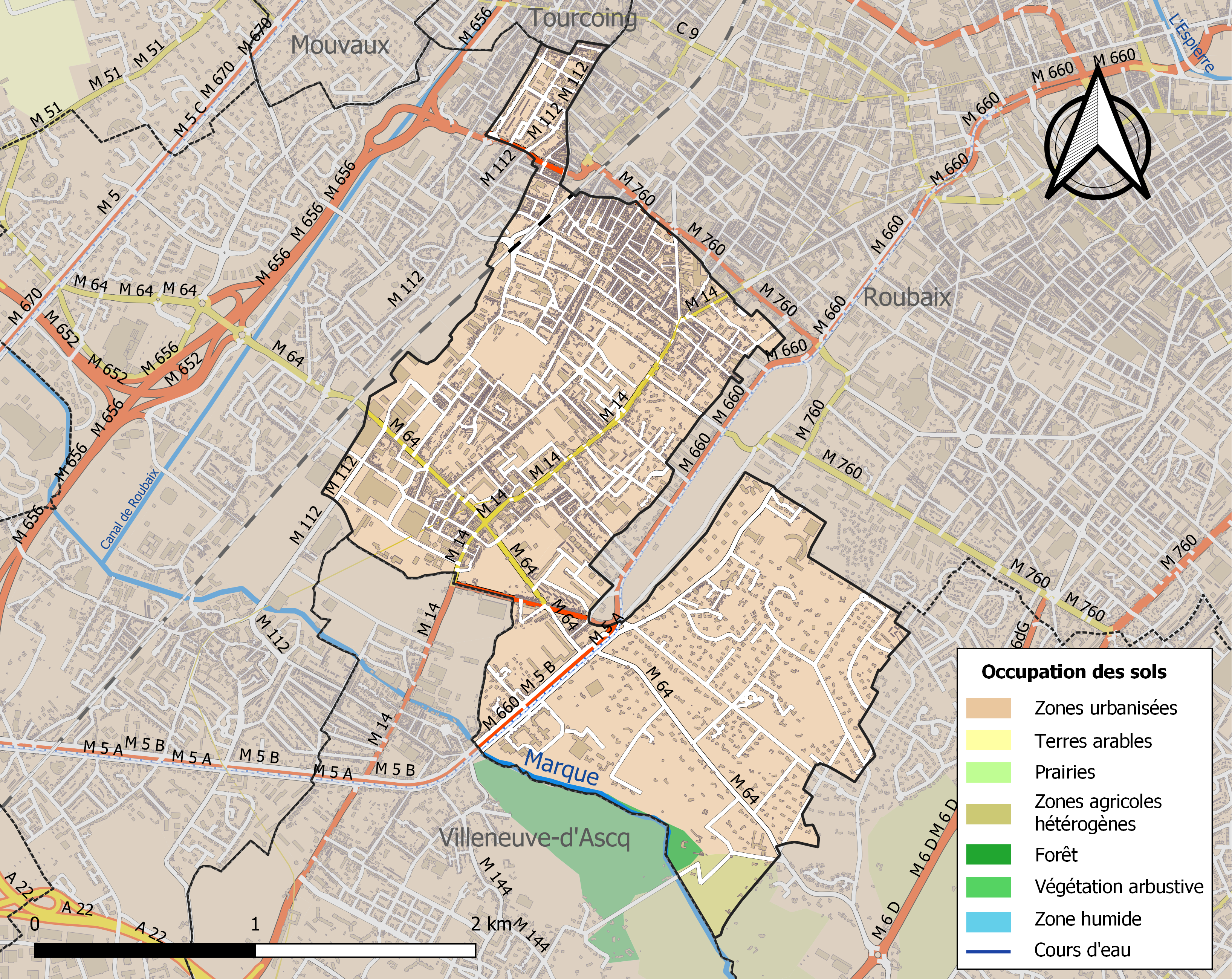
Carte des infrastructures et de l'occupation des sols de la commune en 2018 (CLC).

### Quartiers
Croix est constitué de quatre quartiers dans le cadre desquels est organisée la démocratie locale :
- Centre / Saint-Martin, quartier qui comprend la plupart des équipements municipaux : le centre de la petite enfance, la piscine municipale (ouverte en 2012), un terrain de football, le poste de police de Croix qui dépend du commissariat de Roubaix et le marché principal de la ville
- Saint-Pierre / Mackellerie, quartier dans lequel se situent l'hôtel de ville et le second marché de Croix
- Canal / Planche-Épinoy, dans lequel se situe l'embranchement de Croix du canal de Roubaix
- Beaumont / Barbieux, quartier qui enserre le parc Barbieux situé à Roubaix et formant enclave dans le territoire communal de Croix.

### Voies de communications et transports

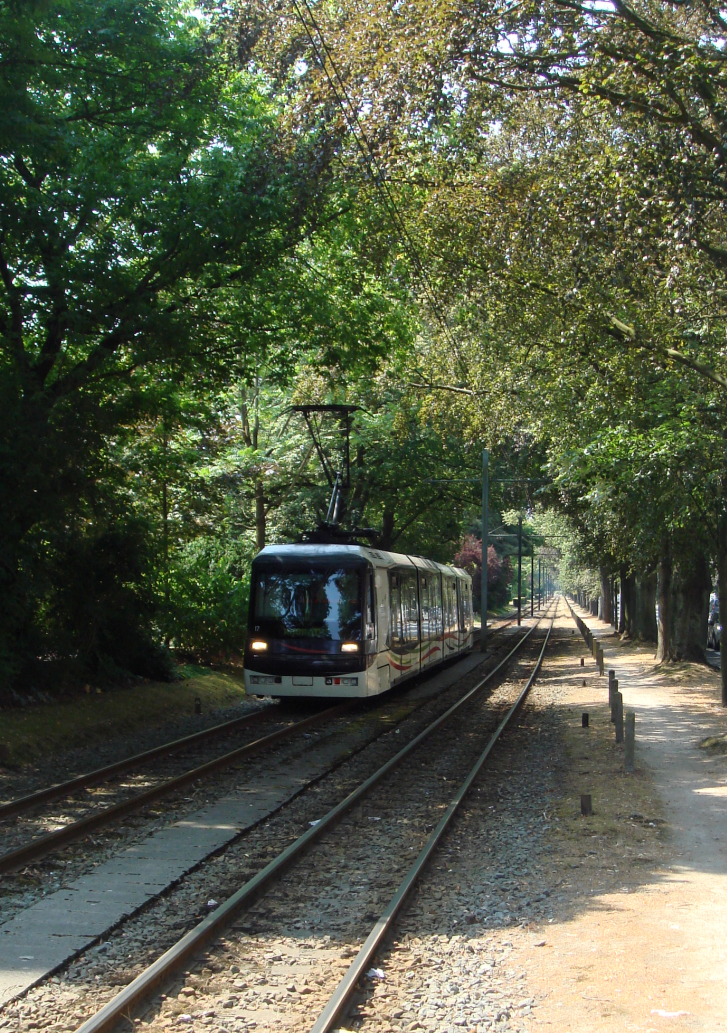
La Ligne R du tramway de Lille - Roubaix - Tourcoing passe à travers Croix (station Parc Barbieux).

En 1909, le Grand Boulevard est ouvert entre Lille, Roubaix et Tourcoing. Croix se trouve sur la branche Lille-Roubaix.
La commune est desservie par la ligne R du tramway d'Alfred Mongy, qui suit majoritairement le Grand Boulevard. Le tramway s'arrête à deux stations dans la commune : La Marque et Villa Cavrois. En 1999, les stations Croix - Centre et Mairie de Croix sont inaugurées avec l'ouverture de la ligne 2 du métro.
La commune est également desservie par la ligne de bus 32 de la société Ilévia, qui relie Villeneuve-d'Ascq à Wasquehal, par la ligne 36, qui relie Croix à Hem et Forest-sur-Marque, et également par la ligne C11 reliant Croix à Wasquehal.
La commune de Croix est traversée et desservie par la ligne de Fives à Mouscron. Les TER Hauts-de-France s'arrêtent dans les gares de Croix - Wasquehal et de Croix-L'Allumette. Les TGV et les trains de la Société nationale des chemins de fer belges s'arrêtent uniquement en gare de Croix - Wasquehal, située à Wasquehal.
Au 23 octobre 2019, une station Citiz est en place dans la commune, pour effectuer de l'autopartage.

## Toponymie
Le nom de la ville apparaît sous différentes formes au cours de l'histoire : en 1187, Croix, titre de Saint-Piat de Seclin. En 1251, Cruce, titre rapporté par Buzelin. En 1277, Crois, cartulaire de l'Abbiette de Lille. En 1588, Croy, division du diocèse de Tournai.
Il y a plusieurs hypothèses pour l'étymologie de Croix :
- le nom pourrait avoir pour origine le croisement de deux chemins ;
- il pourrait venir de la racine saxonne Cro signifiant «terre molle, boueuse, marécageuse», la ville étant toute proche de la Marque ;
- plus vraisemblablement le nom viendrait d'une borne limite surmontée d'une croix ou d'un calvaire érigé là par le pouvoir ecclésiastique, comme c'était fréquemment le cas au bord des chemins au Moyen Âge, .

## Histoire
Croix appartient à la région historique de la Flandre romane, qui a plusieurs fois changé d'appartenance du Moyen Âge à la Révolution française.

### Du Moyen Âge à la Révolution française

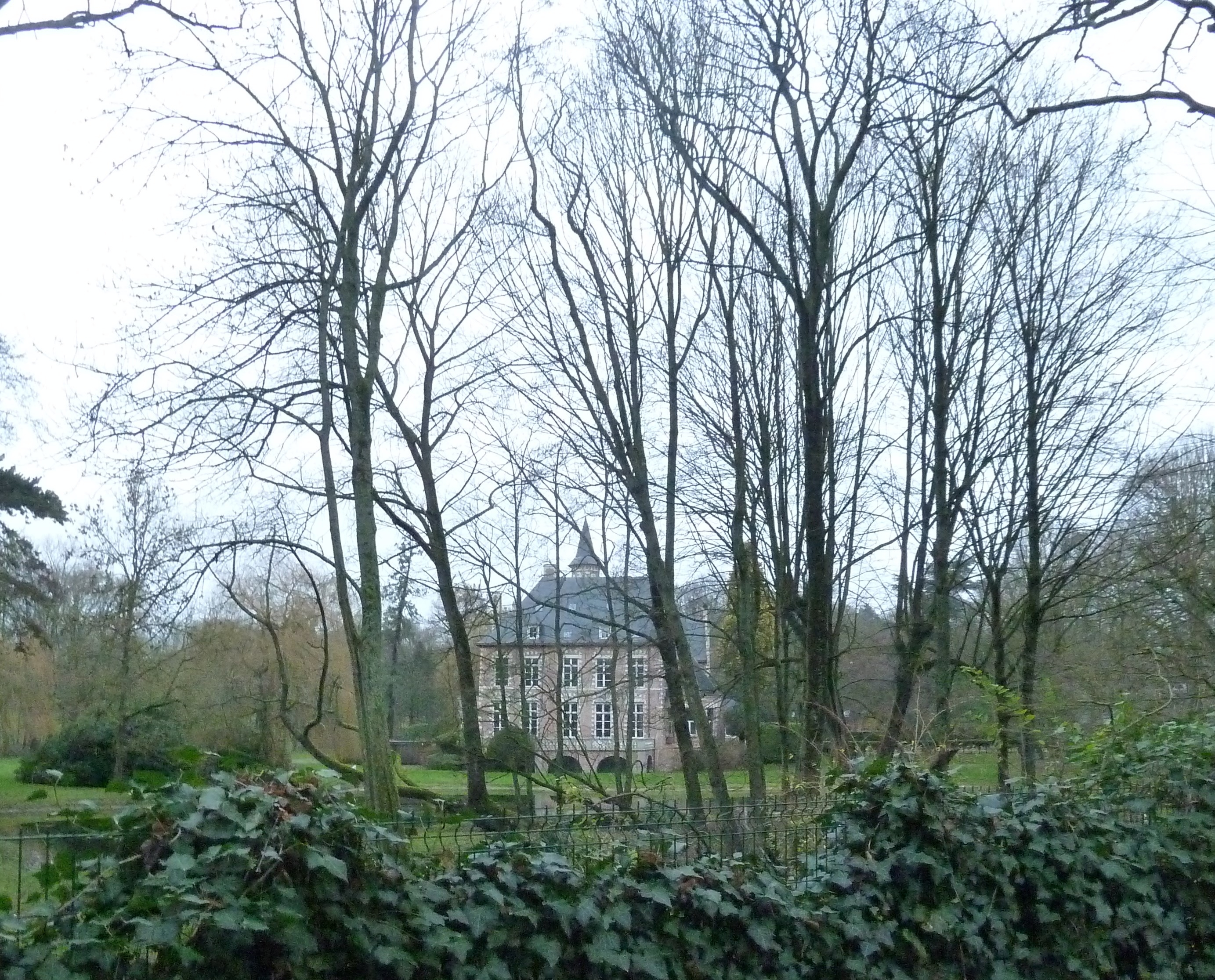
Croix, Château la Fontaine.

Les origines de Croix ne sont pas connues et la ville apparaît soudainement dans l'histoire au Moyen Âge, comme c'est le cas pour plusieurs villes de la région (notamment Lille et Bruges). Le nom du lieu est cité pour la première fois en 1066 dans la charte de la fondation de l'église collégiale Saint-Pierre à Lille. Dans ce document historique, le comte de Flandre, Baudouin V attribue au prévôt de la collégiale, entre autres, une manse (ou ferme) « située à Croix », un « muid de bled » et « les héritages du muid de l'Esparse ».
À cette époque, la population doit encore être très peu nombreuse. En 1469 on ne compte encore que 63 feux (soit un nombre d'individus 3 à 5 fois supérieurs) et en 1694, Croix ne compte encore que 746 habitants.
La seigneurie de Croix est citée dès 1136, et compte parmi ses descendants, qui ne portent plus le nom de Croix, au XVIIIe siècle, un vice-roi du Mexique et un vice-roi de Californie et du Pérou. En 1218, Gilles de Croix participe à la cinquième croisade. Son nom figure dans la deuxième salle des croisades du château de Versailles.
Une compagnie d'arbalétriers est érigée en 1410. Croix est pillée en 1477 par la garnison de Tournai. La Seigneurie de la Fontaine, qui borde la terre de Croix et qui existe déjà au XIIIe siècle est le lieu où les Gueux sont dispersés en 1566 par le baron de Rassenghien, ainsi que par les Flamands de Menin en 1580.
Baudouin de Croix, seigneur d'Oyembourg, bailli général de la châtellenie de Lille et cour de Phalempin, est armé chevalier à Lille par l'archiduc Albert, le 7 février 1600, en raison des services rendus à son souverain, dans la lignée de ses ancêtres dont plusieurs furent honorés du titre de chevalier du fait de la valeur montrée lors des guerres. Cette famille de Croix est retrouvée au XVIIe siècle en tant que seigneurs de Wasquehal. Son historique est dressé à l'occasion d'un acte pris en 1682 et rapporté ci-dessous : famille originaire de la châtellenie de Lille, bannerée depuis le XIVe siècle, qui sert de père en fils, depuis 14 générations, les comtes de Flandre, ducs de Bourgogne, rois d'Espagne; plusieurs membres ont été armés chevaliers sur le champ de bataille; la branche aînée de la famille s'est éteinte en la personne d'Isabelle de Croix, héritière de la terre de son nom; cette terre est passée en 1360 dans la famille du Mez, puis dans celle de Luxembourg, et enfin dans celle de Noyelles, qui l'a ensuite vendue, (voir ci-dessous).
La terre de Croix est érigée avec celle de Flers et de Boncourt en comté par l'archiduc Albert, le 14 avril 1617, pour Jacques de Noyelles, fils d'Adrien de Noyelles, chevalier, seigneur de Croix, vicomte de Noyelles. Jacques de Noyelles est chevalier, nommé chef des finances des Pays-Bas en 1632. Il meurt sans postérité en 1637.
Croix devient définitivement française en 1668, à la suite du traité d'Aix-la-Chapelle, qui rattache à la France une partie du comté de Flandre dont la châtellenie de Lille dont Croix fait partie.
La terre de Croix est vendue en 1677 par Eugène de Noyelles marquis de Lisbourg. Eugène de Noyelles n'est pas comte de Croix, mais marquis de Lisbourg, comte de Marle, vicomte de Nielle, baron de Rossignol, seigneur de divers lieux, et gouverneur, comme Adrien et Jacques avant lui, du château de La Motte-au-Bois. Eugène vend Croix à Pierre Louis Jacops.
Pierre de Croix, seigneur du Petit-Wasquehal, la récupère après un procès en retrait lignager et devient seigneur de Croix en 1678.
En mai 1682, Pierre de Croix, seigneur de Wasquehal, brigadier des armées du roi, grand bailli de la ville et châtellenie de Furnes, obtient de celui-ci le titre de comte de Croix, pour lui et ses descendants mâles, avec permission de pouvoir porter sur l'écu de leurs armes une couronne de marquis. Pierre de Croix a participé à la bataille de Sinsheim, à la bataille d'Entzheim, à la bataille de Trèves (bataille de Consarbrück), au siège de Saint-Omer, à la bataille de Cassel, et en dernier lieu a empêché que l'Artois et les châtellenies de Flandre du côté de la mer, fussent soumises à la contribution.
Pierre de Croix n'ayant pas d'héritier mâle, obtient par autres lettres patentes de transférer ce titre à son gendre Charles Adrien de Croix. Charles Adrien de Croix et sa cousine germaine et épouse Marie Philippine de Croix, fille aînée de feu Pierre de Croix, reçoivent par lettres données à Versailles en octobre 1694 le titre de comte et comtesse de Croix. Ils peuvent appliquer ce titre à telle terre que bon leur semblera et porter une couronne de marquis au-dessus de leurs armes. Charles Adrien de Croix n'ayant pas eu non plus d'héritier mâle, le titre de comte de Croix échoit à un autre gendre de Pierre, Christophe Louis de Beauffort, (famille de Beauffort), époux de sa fille aînée Claire Angélique. Celui-ci obtient du roi le droit de reprendre le titre en mai 1716.
En 1736, Nicolas-Joseph-Arnould Rasoir est seigneur de Croix. Il a épousé le 15 mars 1736 Bonne-Aldegonde-Joseph de Haynin (1704-1737), fille de Joseph et de Marie-Rose de la Porte, veuve de Jean-Philippe du Béron, seigneur de Capelle-en-Pévèle.
À la Révolution, la population atteint 1 150 habitants, sans compter les enfants de moins de douze ans, non dénombrés.

### XIXesiècle
Au XIXe siècle, la ville croît considérablement dans le sillage de Roubaix et Tourcoing au cours de la révolution industrielle et de l'essor de l'industrie textile.
En 1800, les habitants de Croix font construire une église en remplacement de celle qui avait été abattue en 1793. En 1848, devenue insuffisante pour la population, elle est reconstruite. L'ancienne église contenait deux tombes du XVe siècle. Le château, qui datait de la même époque, renfermait des pierres tumulaires dont les armoiries étaient effacées à la fin du siècle dernier.
Le développement de la ville et le fort accroissement de la population durant la deuxième moitié du XIXe siècle résulte de l'implantation à Croix, rue Isaac-Holden par Isaac Holden, industriel britannique, d'un peignage de laines employant des centaines d'ouvriers. Avec une cheminée de 105 mètres de haut, elle est la plus haute du monde mais fragile elle est baissée à 92 mètres puis, durant la Seconde Guerre mondiale, elle est détruite par l'occupant.

Aux débuts de la Troisième République, la mise en place de celle-ci, en lutte contre les oppositions monarchiste et bonapartiste et en tension avec l'Église catholique, considérée par les républicains comme proche de leurs opposants, a parfois conduit à des mesures radicales : le 2 avril 1901, la municipalité de Croix a interdit le port de la soutane dans la ville.

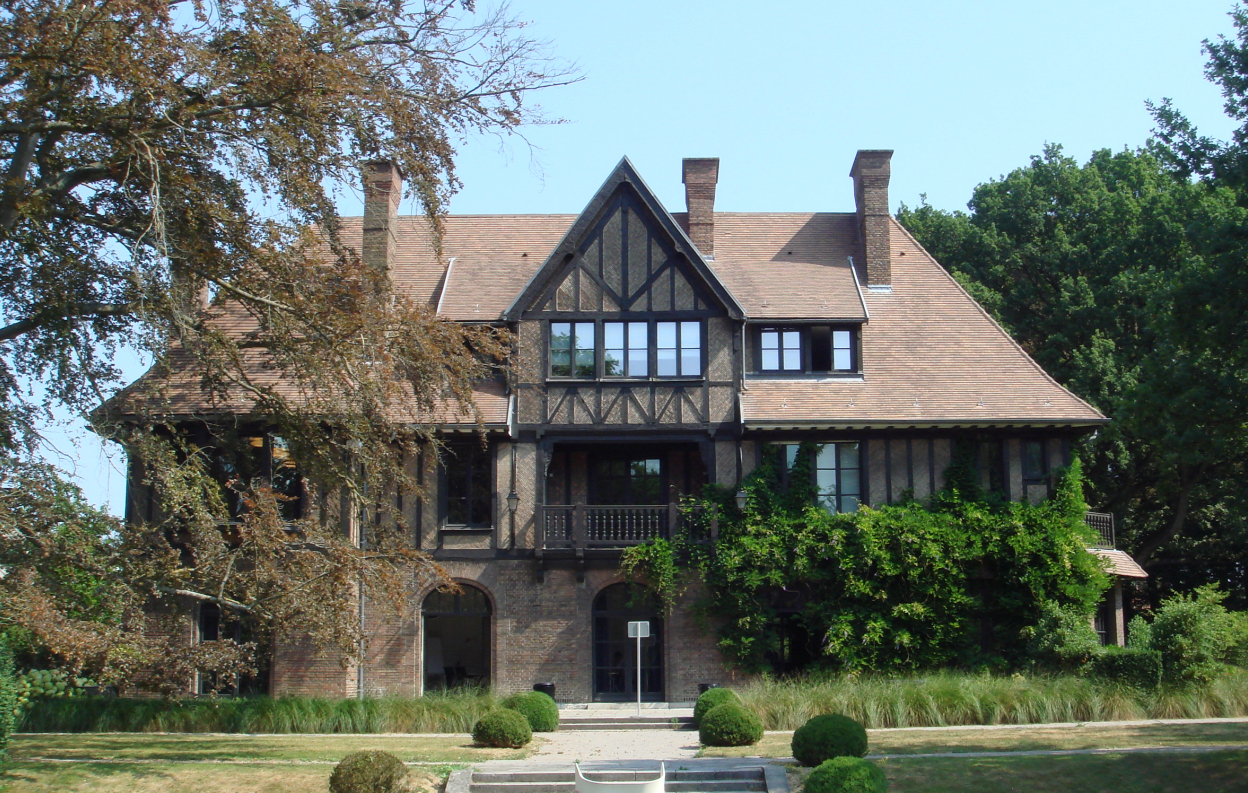
Une villa du XIXe siècle typique de Croix, le Manoir du campus de l'Edhec.

### XXesiècle

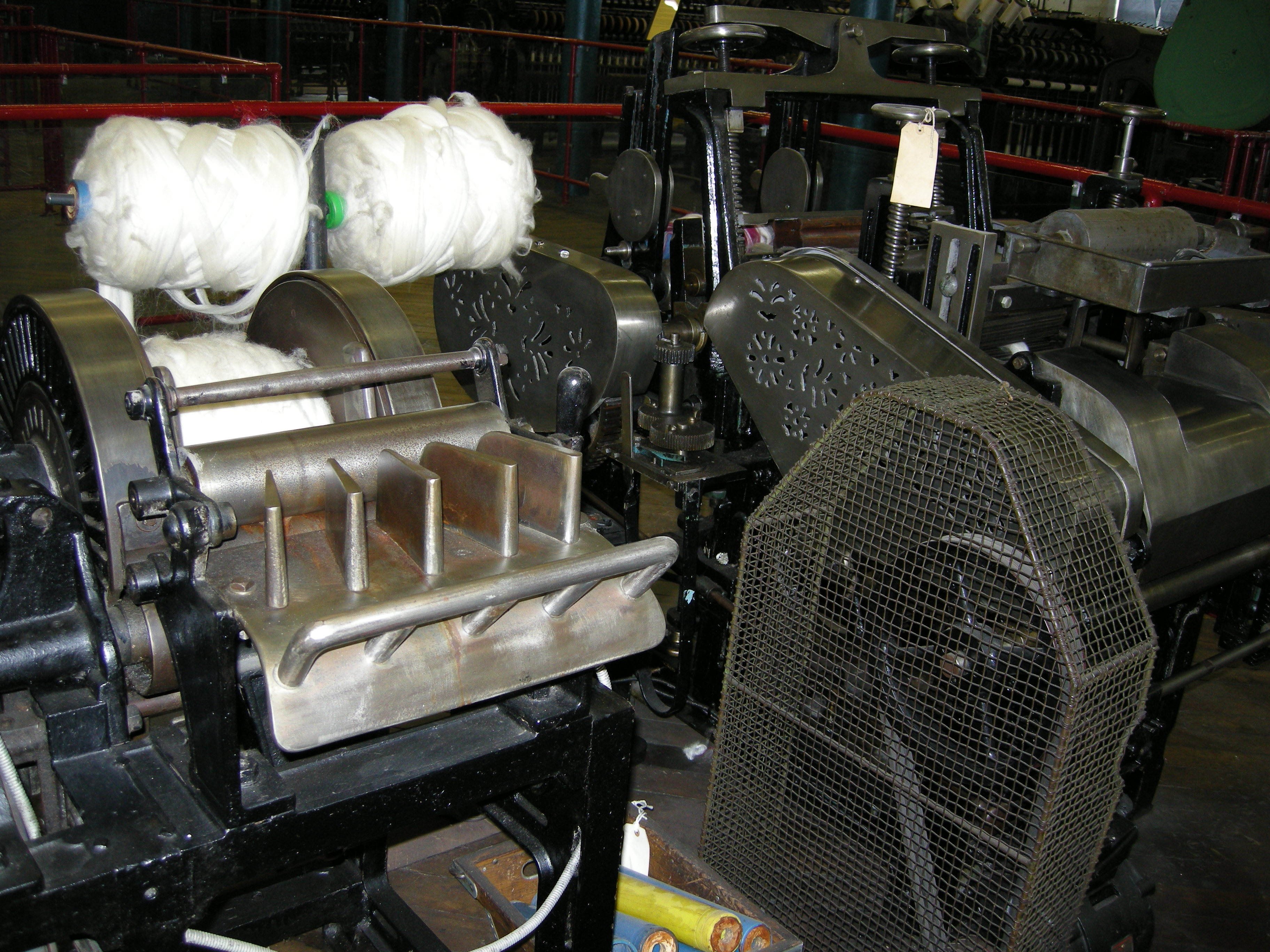
Machine à peigner la laine
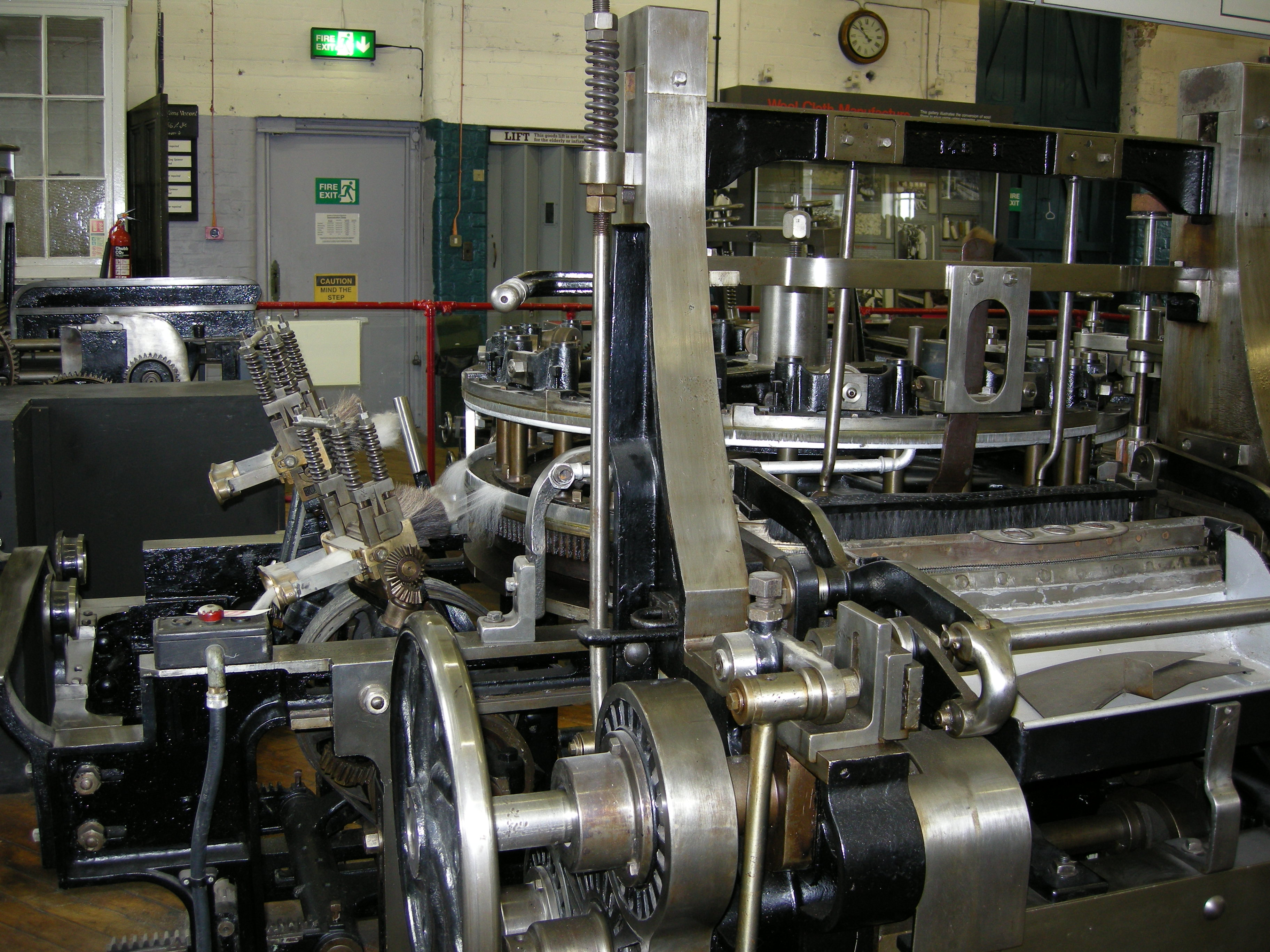
Peigneuse de Holden, construite en 1914

Au XXe siècle, la gare de Croix - Wasquehal, est le lieu de débarquement des chevaux, pour le club hippique et polo de Roubaix.

## Évolution
En 1850, la révolution industrielle entraîne Croix dans l'ère du chemin de fer et des grandes usines textiles. Cette fin de siècle verra l'industrie chimique se développer. À Croix se trouvait le peignage Holden avec une cheminée de 105 mètres de haut; elle fut la plus haute du monde mais fragile elle fut baissée à 92 mètres, elle fut l'œuvre d'Alfred Goblet (1845-1923) ingénieur chez Holden. Durant la seconde guerre mondiale, elle fut détruite par l'occupant.

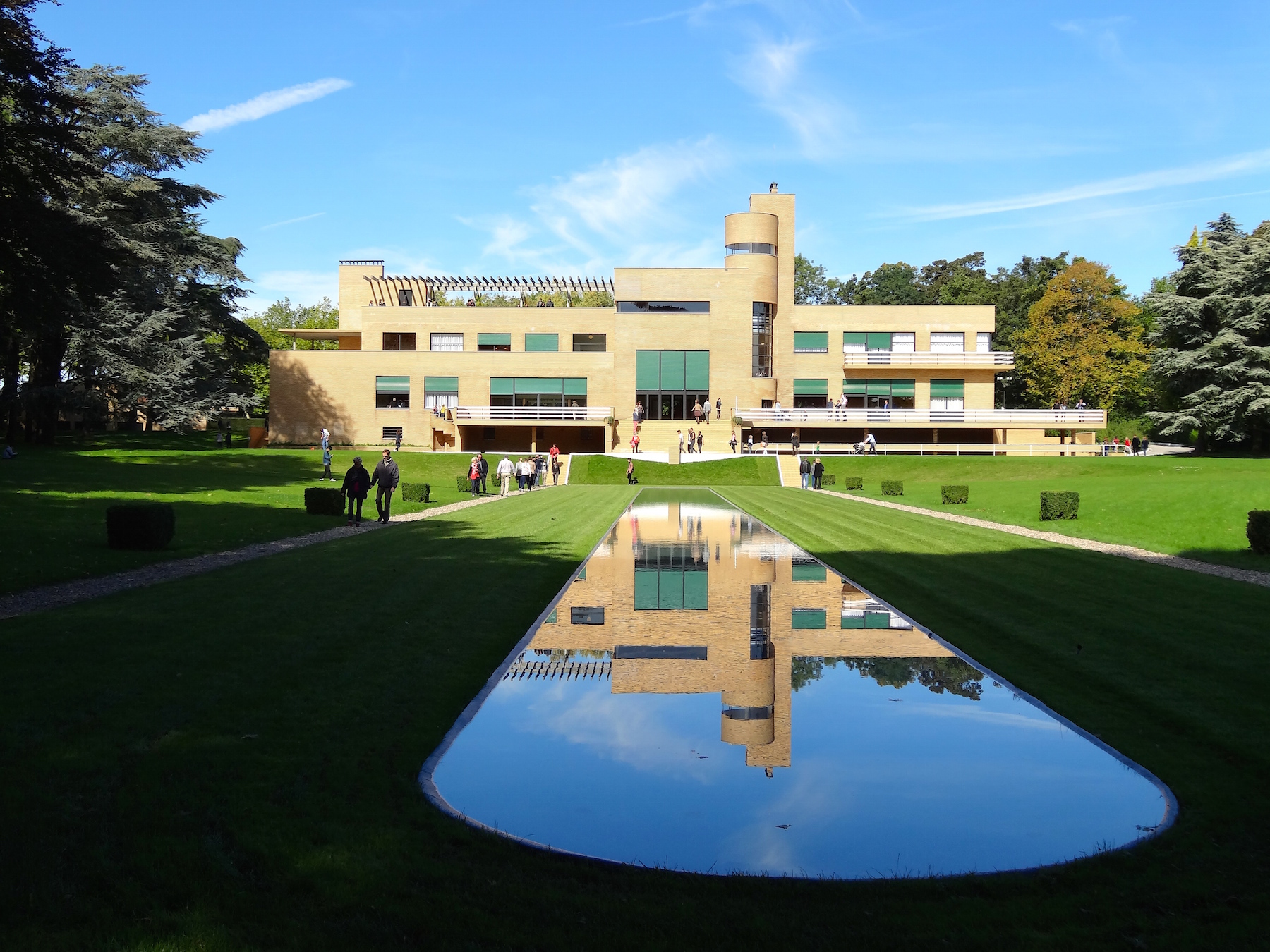
Villa Cavrois à Croix.

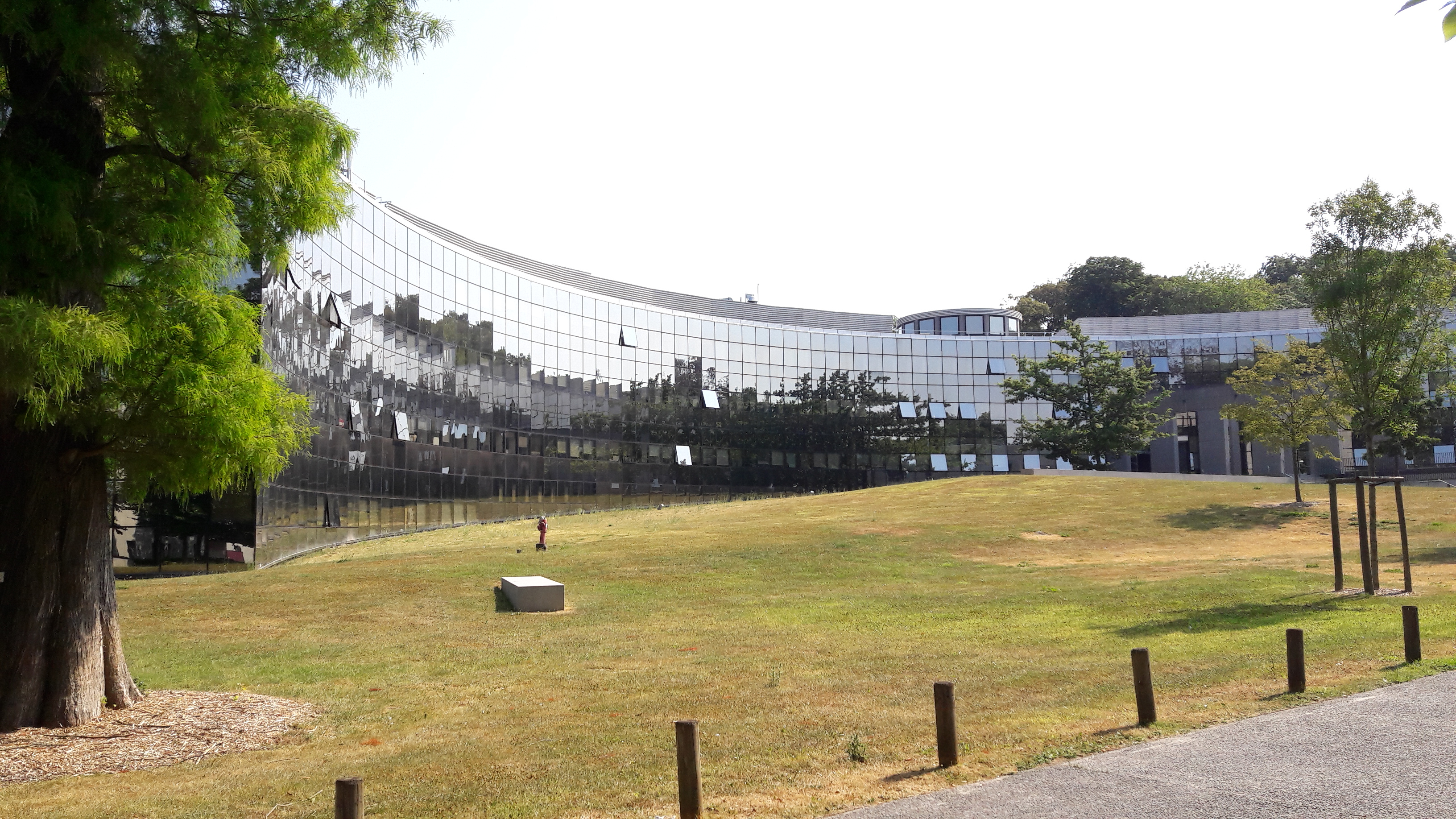
L'Edhec est à cheval sur les communes de Croix et de Roubaix.

## Politique et administration

### Administration municipale
Voici ci-dessous le partage des sièges au sein du conseil municipal de Croix :

### Tendances politiques et résultats
Lors des élections municipales de 2014, Régis Cauche, maire sortant, est réélu au 2d tour avec sa liste Réussir Croix 2014 LUD face aux listes Croix pour tous LDVD d'André Hibon et Croix autrement LUG de Mario Califano.
Le premier tour des élections municipales de 2020 se déroule le 15 mars. Le confinement lié à la pandémie de Covid-19 retarde de trois mois la tenue du second tour, qui a lieu le 28 juin. Celui-ci se solde par une quadrangulaire, comme cinq autres communes du département du Nord et de laquelle la liste de Régis Cauche sort gagnante.

### Liste desmaires
| Période                                  | Période                       | Identité                      | Étiquette    | Qualité |
| ---------------------------------------- | ----------------------------- | ----------------------------- | ------------ | --- |
| 1795                                     | 1797                          | Pierre-Joseph Dellebecq       | Républicain  | Officier public |
| 1798                                     | 1801                          | François Leclercq             | Républicain  | |
| 1801                                     | 1816                          | Jean-Baptiste Lezaire         | Républicain  | |
| 1816                                     | 1830                          | Jean-François Descamps        | Républicain  | |
| 1830                                     | 1843                          | François-Joseph Delannoy      | Républicain  | |
| 1843                                     | 1848                          | Jean-Baptiste Briet           | Républicain  | |
| 1843                                     | 1848                          | Floris Catelle                | Républicain  | |
| 1851                                     | 1852                          | Jean-Baptiste Briet           | Républicain  | |
| juillet 1852                             | mai 1871                      | Louis-Joseph Beaucarne-Leroux | Républicain  | Propriétaire terrien |
| mai 1871                                 | février 1874                  | Louis-François Pluquet-Lepers | Républicain  | |
| février 1874                             | mai 1877                      | Louis-Joseph Beaucarne-Leroux | Républicain  | Propriétaire terrien |
| mai 1877                                 | mai 1896                      | Louis-François Pluquet-Lepers | Républicain  | |
| mai 1896                                 | mai 1908                      | Florimond Desbarbieux         | Républicain  | Boulanger, ancien ouvrier tisseur |
| mai 1908                                 | mai 1912                      | Léon Stien                    | Républicain  | Trieur de laine |
| mai 1912                                 | mai 1925                      | Augustin Telliez              | SFIO         | Employé Adjoint au maire (1908 → 1912) Conseiller d'arrondissement (1919 → 1925) |
| mai 1925                                 | 1940                          | Louis Seigneur                | SFIO         | Représentant de commerce puis tenancier d'estaminet Conseiller d'arrondissement (1931 → 1940) Révoqué sur décision du Gouvernement de Vichy                                                                              |
| Les données manquantes sont à compléter. |                               |                               |              | |
| mai 1945                                 | février 1960 (décès)          | Henri Seigneur                | SFIO         | Électricien, résistant |
| février 1960                             | avril 1960                    | Gustave Caby                  | SFIO         | Adjoint de Henri Seigneur Maire par intérim |
| avril 1960                               | novembre 1980 (démission)     | Gustave Dedecker              | SFIO puis PS | Ouvrier textile Conseiller général de Roubaix-Ouest (1970 → 1976) |
| novembre 1980                            | mars 1983                     | Louis Seigneur                | PS           | Dessinateur EDF |
| mars 1983                                | juin 1995                     | Francis Debeunne              | RPR          | |
| juin 1995                                | janvier 2006 (démission)      | Michel Carnois                | UDF          | Contrôleur de gestion retraité Conseiller général de Roubaix-Ouest (2001 → 2008) |
| janvier 2006                             | octobre 2008 (démission)      | Bernard Six                   | NC           | Cadre de la Sécurité sociale Invalidation de l'élection de mars 2008 |
| décembre 2008                            | En cours (au 21 juillet 2023) | Régis Cauche                  | UMP-LR       | Cadre commercial retraité Conseiller départemental de Croix (2015 → ) Vice-président de la Métropole européenne de Lille Élu à la suite de l'élection partielle des 7 et 14 décembre 2008 Réélu pour le mandat 2020-2026 |

### Jumelage
La ville de Croix n'est pas jumelée avec une autre ville.

## Population et société

### Démographie

#### Évolution démographique
L'évolution du nombre d'habitants est connue à travers les recensements de la population effectués dans la commune depuis 1793. Pour les communes de plus de 10 000 habitants les recensements ont lieu chaque année à la suite d'une enquête par sondage auprès d'un échantillon d'adresses représentant 8 % de leurs logements, contrairement aux autres communes qui ont un recensement réel tous les cinq ans,.

En 2022, la commune comptait 20 956 habitants, en évolution de −1,48 % par rapport à 2016 (Nord : +0,51 %, France hors Mayotte : +2,11 %).
| 1793  | 1800  | 1806  | 1821  | 1831  | 1836  | 1841  | 1846  | 1851  |
| ----- | ----- | ----- | ----- | ----- | ----- | ----- | ----- | ----- |
| 1 168 | 1 194 | 1 117 | 1 158 | 1 284 | 1 456 | 1 574 | 1 890 | 1 776 |

| 1856  | 1861  | 1866  | 1872  | 1876  | 1881  | 1886  | 1891   | 1896   |
| ----- | ----- | ----- | ----- | ----- | ----- | ----- | ------ | ------ |
| 2 099 | 2 593 | 2 888 | 4 204 | 5 741 | 8 081 | 9 528 | 12 438 | 14 338 |

| 1901   | 1906   | 1911   | 1921   | 1926   | 1931   | 1936   | 1946   | 1954   |
| ------ | ------ | ------ | ------ | ------ | ------ | ------ | ------ | ------ |
| 15 993 | 16 439 | 17 596 | 17 176 | 19 278 | 20 652 | 20 280 | 17 417 | 18 702 |

| 1962   | 1968   | 1975   | 1982   | 1990   | 1999   | 2006   | 2011   | 2016   |
| ------ | ------ | ------ | ------ | ------ | ------ | ------ | ------ | ------ |
| 20 081 | 21 424 | 20 125 | 19 386 | 20 231 | 20 638 | 20 926 | 20 483 | 21 271 |

| 2021   | 2022   | - | - | - | - | - | - | - |
| ------ | ------ | - | - | - | - | - | - | - |
| 20 778 | 20 956 | - | - | - | - | - | - | - |

#### Pyramide des âges
La population de la commune est relativement jeune.
En 2018, le taux de personnes d'un âge inférieur à 30 ans s'élève à 38,5 %, soit en dessous de la moyenne départementale (39,5 %). À l'inverse, le taux de personnes d'âge supérieur à 60 ans est de 22,8 % la même année, alors qu'il est de 22,5 % au niveau départemental.
En 2018, la commune comptait 9 893 hommes pour 11 194 femmes, soit un taux de 53,08 % de femmes, légèrement supérieur au taux départemental (51,77 %).
Les pyramides des âges de la commune et du département s'établissent comme suit.
| Hommes | Classe d’âge | Femmes |
| ------ | ------------ | ------ |
| 0,9    | 90 ou +      | 1,6    |
| 5,6    | 75-89 ans    | 7,7    |
| 13,2   | 60-74 ans    | 16,3   |
| 18,2   | 45-59 ans    | 19,0   |
| 21,1   | 30-44 ans    | 19,2   |
| 20,9   | 15-29 ans    | 18,5   |
| 20,2   | 0-14 ans     | 17,7   |

| Hommes | Classe d’âge | Femmes |
| ------ | ------------ | ------ |
| 0,5    | 90 ou +      | 1,4    |
| 5,3    | 75-89 ans    | 8,1    |
| 14,8   | 60-74 ans    | 16,2   |
| 19,1   | 45-59 ans    | 18,4   |
| 19,5   | 30-44 ans    | 18,7   |
| 20,7   | 15-29 ans    | 19,1   |
| 20,2   | 0-14 ans     | 18     |

### Enseignement
La commune de Croix est située dans l'académie de Lille. Le groupe EDHEC s'est implanté à Croix à la rentrée 2010.

### Manifestations culturelles et festivités
- Croix est représentée (localement et par quelques exhibitions ou prestations hors de la commune) par un géant, Gilles de Croix, créé en 1931 Le géant a été recréé en 2003 ainsi que son épouse Mathilde.

### Sport
Le Club des patineurs de la métropole Croix-Lille-Roubaix-Tourcoing a joué pendant huit saisons en première division.

## Économie
D'après les statistiques de l'administration fiscale 2007, Croix est la commune française pour laquelle le patrimoine moyen des personnes assujetties à l'ISF est le plus élevé, devant Neuilly-sur-Seine. (3 741 886 €),. Sur la commune se trouvent plusieurs sièges sociaux d'entreprises dont ceux d'Auchan (ainsi que ceux des nombreuses entreprises du Groupe Auchan), de Miroir 2000, CNH France et de Exotec Solutions. Derrière Paris, Neuilly-sur-Seine et Monaco, elle est en 2017 à la quatrième place des villes de plus de 20 000 habitants où le montant moyen de l'impôt de solidarité sur la fortune (ISF) est le plus élevé, avec un impôt moyen de 18 017 €.

## Culture locale et patrimoine

### Lieux et monuments
- Le château de la Croix-Blanche construit en 1878 sous la direction de l'architecte Théophile-Albert Hannotin (propriété privée Ferlié, puis Leclercq-Delaoutre) hôtel de ville depuis 1924, comportant un parc arboré d'essences plus que centenaires et où se dresse le kiosque à musique (depuis 1934), vestige de la dynastie Holden qui le vendit à la commune  pour la somme de 5 000 francs. Il fut inauguré par la commune en 1898 (à cette époque il était établi sur la Grand-Place, ou place des Martyrs de la Résistance voir cadastre de 1875).
- Le château Florin (construit en 1880 sous la direction de l'architecte Albert Bouvy), puis château Catteau (en 1936), maison des Œuvres sociales en 1938, puis maison des Jeunes et de la Culture en 1945 et aujourd'hui maison pour Tous. Le parc du château permit la création d'un complexe sportif où se déroulait jusqu'en 2016, le tournoi de football de la Pentecôte. La conciergerie du château est aujourd'hui le commissariat de police.
- Le château de la Fontaine (porte et ses deux tourelles, millésime de 1605) et son parc, restauré puis inscrit en 1951 à l'inventaire des monuments historiques pour les façades, les toitures, les vestiges, les douves, les restes de la porte fortifiée et l'ensemble du parc[46].
- La villa Cavrois (1932), une des plus belles œuvres de l'architecte Robert Mallet-Stevens, classée monument historique en 1990[47].
- La maison Delcourt, 18 bis avenue du Général-de-Gaulle, réalisée par Richard Neutra en 1968, inscrite au titre des monuments historiques depuis 2000[48]. Il s'agit de la dernière réalisation de l'architecte américain.
- Le hêtre pourpre du parc de la Mairie, labellisé « Arbre remarquable de France » en juillet 2012[49].
- L'église Saint-Martin, Contour Saint-Martin, de style néogothique, construite en 1848 par l'architecte Charles Leroy. Elle sera agrandie quelques années plus tard.
- L'église Saint-Pierre, rue Kléber, de style néoroman.
- La chapelle du Croquet, ou chapelle Notre-Dame-de-Délivrance, rue d'Hem, construite au milieu du XIXe siècle.
- Le prieuré de la Sainte-Croix, rue de la Gare, ancien couvent des Petites Sœurs de l'Ouvrier construit dans les années 1880, appartenant aujourd'hui à la fraternité sacerdotale Saint-Pie-X.
- La chapelle de la rue Verte.
- Le temple Antoiniste, 43 rue Raspail.
- La sculpture en verre de 3 mètres de haut de Guillaume Bottazzi, Domaine des Diamants Blancs[50],[51]

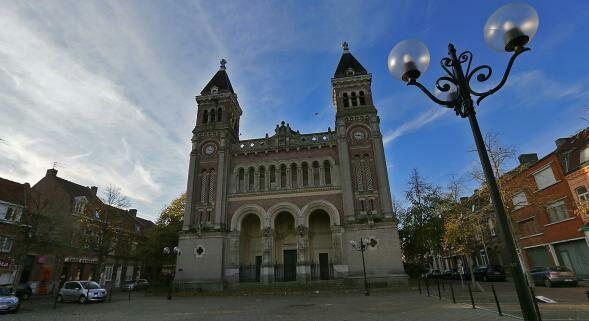
Façade de l'église Saint-Pierre de Croix.
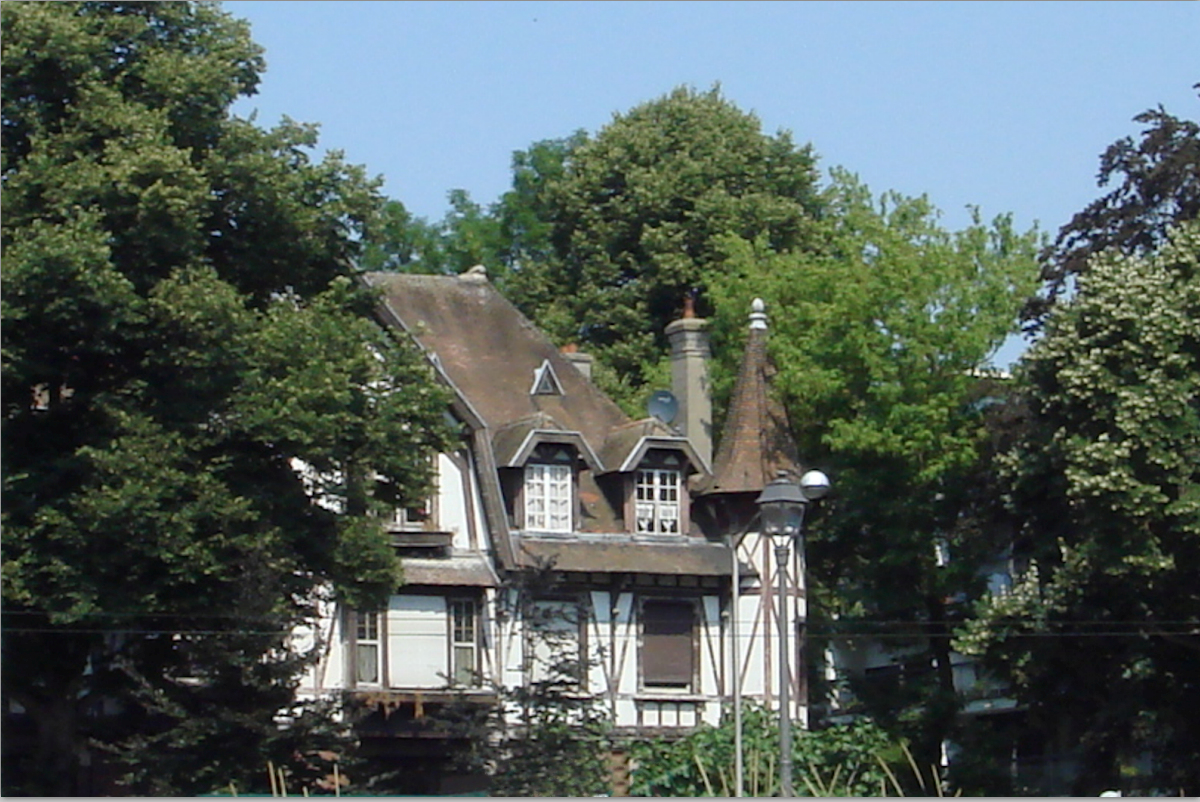
Une villa de Croix, au bord du parc Barbieux.
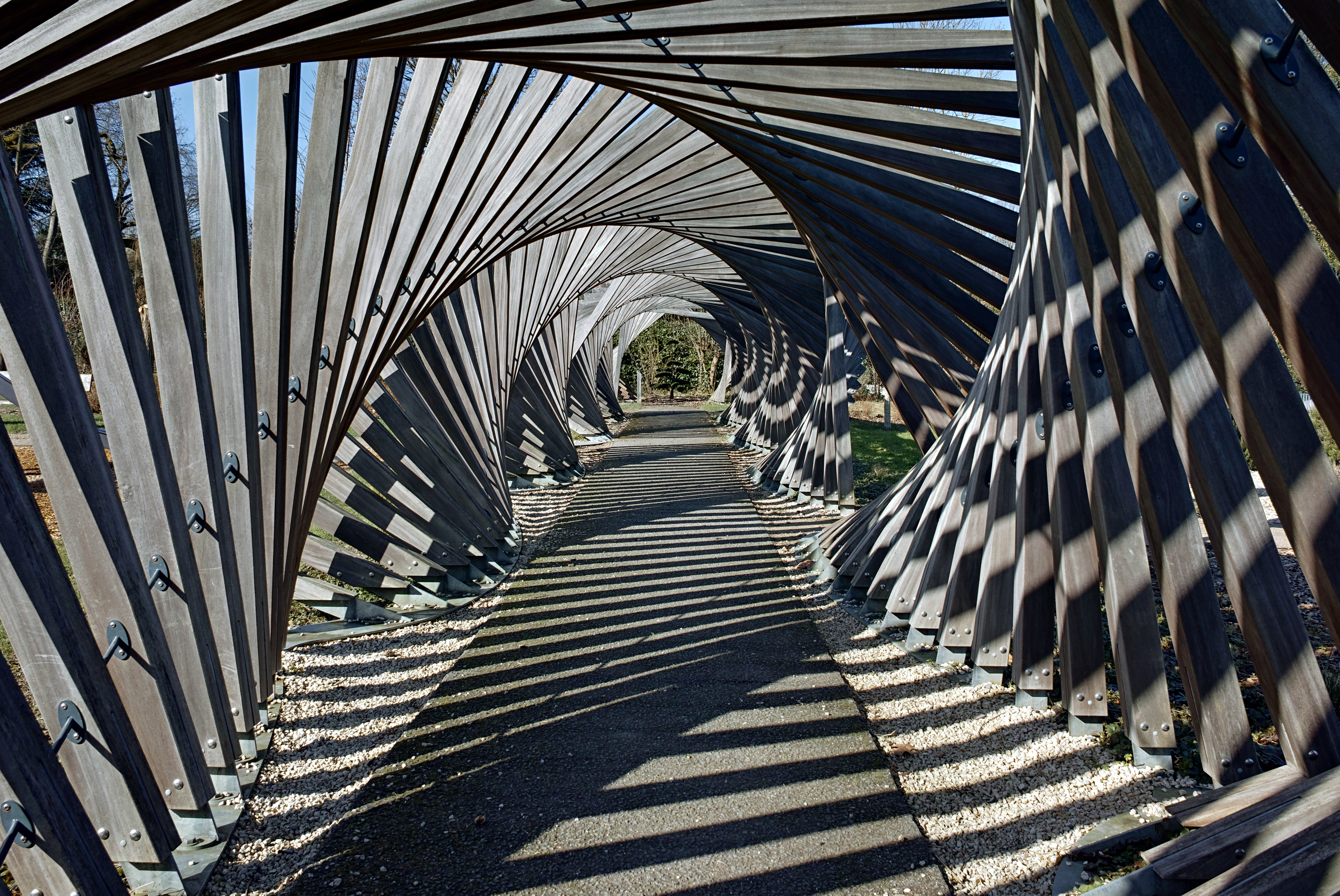
Une allée dans le parc Mallet Stevens à Croix. Février 2022.

### Cimetières
Croix dispose d'un cimetière communal, rue de Maubeuge. Le cimetière comprend également un Mémorial de guerre et des tombes de guerre du Commonwealth.

### Personnalités liées à la commune
- Isaac Holden (1807-1897), créateur et dirigeant d'un peignage de laine, industriel et homme politique britannique
- Charles Leroy (1816-1879), architecte de l'église de Croix
- Félix Dehau (1846-1934), fondateur d'un orphelinat à Croix
- Gustave Sandras (1872-1951), né à Croix, champion olympique au concours général individuel de gymnastique aux Jeux olympiques de 1900 de Paris
- Maurice Ringot (1880-1951), sculpteur, citoyen d'honneur de la ville de Croix
- Robert Mallet-Stevens (1886-1945), architecte, il créait la villa Cavrois
- Théodore Lefebvre (1889-1943), né à Croix, géographe et résistant
- Adolphe Delmasure (1890-1978), président de la Jeunesse catholique du Nord[54], a été adjoint aux finances au maire de Croix
- Eugène Van der Meersch (1901-1967), né à Croix, résistant et homme politique
- André Missant (1908-1977), né à Croix, peintre et sculpteur[55], premier prix du salon de Tarascon 1951, renoue avec « l'esprit Flamand »[56].
- Eugène Leroy (1910-2000), peintre, actif à Croix entre 1945 et 1950
- Pierre-César Lagage (1911-1977), né à Croix, peintre
- Éric Losfeld (1922-1979), né à Mouscron, a vécu avec sa mère à Croix[57].
- Léon Aelbrecht (1924-1944), meurt le 5 octobre 1944 en déportation au camp de concentration nazi de Sachsenhausen. Il faisait partie du Train de Loos, dernier convoi parti de France vers les camps de la mort[58].
- Pierre Hennebelle (1926-2013), né à Croix, peintre et pianiste de jazz
- Guy Deroubaix (1927-1996), prélat catholique, fut vicaire à Croix de 1951 à 1965
- Jean Roulland (1931-2021), né à Croix, sculpteur et peintre
- Jean-Marie Poppe (1938), coureur cycliste sur route
- Jean-Claude Olivier (1945-2013), né à Croix, pilote moto, dirigeant d'entreprise
- Dinah Derycke (1946-2002), née à Croix, femme politique, sénatrice, ancienne conseillère municipale de Croix
- Ghislaine Arabian (1948), née à Croix, cuisinière
- Constance Menard (1968-), cavalière de dressage professionnelle, est née à Croix.
- Laurent Delahousse (1969), né à Croix, journaliste
- Éric Decroix (1969), né à Croix, joueur de football
- François Leleux (1971), né à Croix, hautboïste
- Michel Breistroff, (1971-1996), joueur professionnel de hockey sur glace, a débuté à Croix
- Corinne Diacre (1974), footballeuse qui a joué pour le A.S.J. Soyaux et en équipe de France de football (121 sélections), sélectionneuse de l'Équipe de France féminine de football de 2017 à 2023 .
- Alexandre Vanhoutte (1974), né à Croix, bobeur
- Valéry Coquant (1975), née à Croix, écrivain
- Guillaume Benon (1975), né à Croix, joueur de football
- Laure Prouvost (1978), née à Croix, vidéaste, lauréate du prix Turner en 2013
- Gildas Lepetit-Castel (1979), né à Croix, photographe
- Déborah Grunwald (1979), née à Croix, animatrice de radio
- Gérôme Branquart (1980), né à Croix, joueur de hockey sur gazon
- Florian Philippot (1981), né à Croix, ancien vice-président du Front national et fondateur du mouvement Les Patriotes
- Fiona Dutriaux (1989), née à Croix, coureuse cycliste
- Kheira Hamraoui (1990), née à Croix, joueuse de football
- Alexis Desespringalle (1991), né à Croix, joueur de basket-ball
- Arthur Fobert (1992), né à Croix, coureur cycliste
- Léa Declercq (1995), née à Croix, joueuse de football.
- Valouzz (1992), né à Croix, vidéaste web.

De nombreux habitants de l'agglomération roubaisienne sont nées à Croix du fait de la présence d'une maternité à la clinique du Parc. Cette dernière a existé sur le territoire de la commune de 1967 à 2012.

### Héraldique, drapeau, logotype et devise
|  | Les armes de Croix se blasonnent ainsi : « D'argent à la croix d'azur. » Il s'agit de toute évidence d'armes parlantes |

## Dans la culture

### Au cinéma
- 1976 : Le Corps de mon ennemi de Henri Verneuil dont une scène est située à la gare de Croix - Wasquehal.
- 2006 : Monsieur Joseph de Olivier Langlois. Plusieurs scènes ont été tournées dans la ville.